# Ashford (Nowa Południowa Walia)
Ashford – miasto w Australii, w stanie Nowa Południowa Walia.